# S vremena na vrijeme
S vremena na vrijeme deveti je studijski album Prljavog kazališta. Donosi nekoliko hitova (najveći su naslovna pjesma, "Sanja" i "Korak po korak" ). Sniman je tijekom 1996. godine u tonskom studiju "CBS", a mixan, tonski obrađen i premasteriran u poznatom londonskom "Battery" studiju. Album je dobro prihvaćen, a nakon par godina pjeva i Jasenko Houra. Ukupno trajanje: 45:52; s remixom: 50:38.

## Popis pjesama
1. S vremena na vrijeme (5:05)
2. Dođi sad Gospode (5:00)
3. Stoljeće il' dva (4:10)
4. Korak po korak (4:09)
5. Laku noć tebi Zagrebe (5:09)
6. Nisam ja od pamuka (3:37)
7. Sanja (4:17)
8. Snen sam kao jutro nedjeljno (6:13)
9. Od sveg zla (4:03)
10. Sretan Božić gladna djeco (4:09)
11. S vremena na vrijeme REMIX (4:46)

## Izvođači
- ritam gitara, vokal - Jasenko Houra
- vokal - Mladen Bodalec
- solo gitara - Damir Lipošek
- bas gitara - Ninoslav Hrastek
- bubnjevi - Tihomir Fileš
- klavijature - Fedor Boić

## Gosti
- bubnjevi na 2. i 9. - Mell Gaynor

## Produkcija
- producent - Prljavo kazalište
- miks - Richard Flack & "Zok Group" u Battery Studio, London, UK
- snimatelj - Fedor Boić
- art direction, photo & digital illustration - Igor CC Kelčec
- executive design & macintosh handling - Branko Pretty Prpa
- set scene maker - Josip Kelčec
- make-up - Zdenka Mihelj
- hair styling - frizerski studio "Postmoderna"
- glazba i tekstovi - Jasenko Houra